# Oleksandrivka, Vinnîțea
Oleksandrivka (în ucraineană Олександрівка) este un sat în comuna Olenivka din raionul Vinnîțea, regiunea Vinnița, Ucraina.

## Demografie
Componența lingvistică a localității Oleksandrivka
     Ucraineană (98,31%)
     Rusă (1,27%)
     Alte limbi (0,21%)
Conform recensământului din 2001, majoritatea populației localității Oleksandrivka era vorbitoare de ucraineană (98,31%), existând în minoritate și vorbitori de rusă (1,27%).